# Marcin Paligon
Marcin Paligon, także Paligonus (ur. w 2 poł. XVI w., zm. prawdop. na początku XVII w.) – polski kompozytor okresu renesansu.
Nie wiadomo niczego o jego życiu. W Archiwum Kapituły Katedralnej w Krakowie zachował się jeden jego utwór a cappella, wpisany do rękopisu kapeli Rorantystów na początku XVII wieku: 5-głosowy motet Rorate caeli (czasem zapisywany jako: Rorate coeli).

## Nagrania
Utwór ten został zarejestrowany na płytach długogrających (winylowych):
- Na 600-lecie obrazu Matki Boskiej Częstochowskiej – Capella Cracoviensis (Veriton SXV-908)
- Motety renesansowe – Chór Polskiego Radia we Wrocławiu (Muza SXL-0818)

oraz wydany w zbiorze: Renesans 1 – Muzyka wokalna: Motet, Piotr Poźniak (red.)
Można go również usłyszeć na płycie Magnificat anima mea Dominum, wydanej w 2013 roku przez zespół męski Gregorianum, pod dyrekcją Bereniki Jozajtis.